# Halterofilismo nos Jogos Olímpicos de Verão de 2008 - Até 75 kg feminino
A competição da categoria até 75 kg feminino do halterofilismo nos Jogos Olímpicos de Verão de 2008 foi realizada no dia 15 de agosto de 2008 no Ginásio da Universidade Beihang.
Nadejda Evstiukhina, da Rússia, originalmente ganhou a medalha de bronze, mas foi desclassificada em 31 de agosto de 2016 após a reanálise de seu teste antidoping confirmar o uso de EPO e turinabol. Em 12 de janeiro de 2017, a chinesa Cao Lei que obteve originalmente a medalha de ouro também foi desclassificada após a reanálise de seu teste antidoping acusar o uso das substâncias proibidas GHRP-2 e GHRP-2 M2 (metabólito).
As medalhas foram realocadas pela Federação Internacional de Halterofilismo.

## Recordes
Antes desta competição, os recordes mundiais e olímpicos da prova eram os seguintes:
| Recorde mundial  | Arranque  | RUS Natalia Zabolotnaia | 131 kg   | Chiang Mai, Tailândia | 25/set/07 |
| Recorde mundial  | Arremesso | CHN Liu Chunhong        | 159 kg   | Doha, Qatar           | 13/nov/05 |
| Recorde mundial  | Total     | RUS Svetlana Podobedova | 286 kg   | Hangzhou, China       | 2/jun/07  |
| Recorde olímpico | Arranque  | RUS Natalia Zabolotnaia | 125 kg   | Atenas, Grécia        | 20/ago/04 |
| Recorde olímpico | Arremesso | THA Pawina Thongsuk     | 150 kg   | Atenas, Grécia        | 20/ago/04 |
| Recorde olímpico | Total     | RUS Natalia Zabolotnaia | 272,5 kg | Atenas, Grécia        | 20/ago/04 |

## Medalhistas
| Ouro   | KAZ Alla Vajenina   |
| Prata  | ESP Lidia Valentín  |
| Bronze | MEX Damaris Aguirre |

## Resultados
| Pos.              | Nome                     | Peso  | Arranque (kg) | Arranque (kg) | Arranque (kg) | Arranque (kg) | Arremesso (kg) | Arremesso (kg) | Arremesso (kg) | Arremesso (kg) | Total (kg) |
| Pos.              | Nome                     | Peso  | 1             | 2             | 3             | Res.          | 1              | 2              | 3              | Res.           | Total (kg) |
| ----------------- | ------------------------ | ----- | ------------- | ------------- | ------------- | ------------- | -------------- | -------------- | -------------- | -------------- | ---------- |
| Medalha de ouro   | KAZ Alla Vajenina        | 73,88 | 115           | 115           | 119           | 119           | 141            | 145            | 147            | 147            | 266        |
| Medalha de prata  | ESP Lidia Valentín       | 74,42 | 110           | 110           | 115           | 115           | 130            | 135            | 138            | 135            | 250        |
| Medalha de bronze | MEX Damaris Aguirre      | 74,82 | 103           | 106           | 109           | 109           | 130            | 135            | 136            | 136            | 245        |
| 4                 | COL Ubaldina Valoyes     | 73,30 | 105           | 110           | 110           | 110           | 130            | 134            | 138            | 134            | 244        |
| 5                 | CAN Jeane Lassen         | 74,42 | 105           | 105           | 110           | 105           | 130            | 135            | 140            | 135            | 240        |
| 6                 | UKR Nadiya Myronyuk      | 74,11 | 102           | 105           | 105           | 105           | 125            | 127            | 132            | 132            | 237        |
| 7                 | BLR Iulia Novakovitch    | 74,19 | 105           | 110           | 110           | 110           | 115            | 122            | 127            | 127            | 237        |
| 8                 | CHI Elizabeth Poblete    | 74,43 | 086           | 091           | 093           | 091           | 106            | 111            | 111            | 106            | 197        |
| DSQ               | CHN Cao Lei              | 73,16 | 120           | 125           | 128           | 128           | 147            | 154            | 159            | 154            | 282        |
| DSQ               | RUS Nadejda Evstiukhina  | 73,33 | 112           | 117           | 117           | 117           | 138            | 143            | 147            | 147            | 264        |
| DSQ               | BLR Irina Kulesha        | 74,78 | 112           | 116           | 118           | 118           | 128            | 133            | 137            | 137            | 255        |
| DSQ               | ARM Hripsime Khurshudyan | 74,74 | 100           | 105           | 110           | 105           | 125            | 130            | 130            | 130            | 235        |